# Alghicida
Un alghicida è un prodotto usato per eliminare le alghe. 
Gli alghicidi appartengono alla categoria dei biocidi quando sono usati: per impedire la crescita delle alghe nelle acque di piscine, laghetti artificiali, fontane, acquari, canali per l’irrigazione, sistemi di raffreddamento e trattamento industriale; per il risanamento e la protezione di murature da esterno (muri, intonaci, pavimenti); per la protezione di imbarcazioni, attrezzature per l’acquacoltura e altre strutture usate nell’acqua. Per la protezione di manufatti, possono essere usati come additivi in vernici e rivestimenti plastici.
Quando sono usati per la protezione delle colture (riso e piante acquatiche) gli alghicidi ricadono invece nella categoria dei prodotti fitosanitari. 

## Prodotti ad azione alghicida
- cloruro di benzalconio
- endothall
- fentin acetato
- diclorofene
- quinoclamina
- solfato di rame
- organostannici